# Ovčiarsko
Ovčiarsko és un poble i municipi d'Eslovàquia que es troba a la regió de Žilina, al centre-nord del país.

## Història
La primera menció escrita de la vila es remunta al 1289.

## Demografia
| Godina             | 1994 | 2004    | 2014    | 2024    |
| ------------------ | ---- | ------- | ------- | ------- |
| Nombre de persones | 423  | 483     | 621     | 744     |
| Diferència         |      | +14,18% | +28,57% | +19,80% |

| Godina             | 2023 | 2024   |
| ------------------ | ---- | ------ |
| Nombre de persones | 735  | 744    |
| Diferència         |      | +1,22% |